# Homalodisca liturata
Homalodisca liturata är en insektsart som beskrevs av Ball 1901. Homalodisca liturata ingår i släktet Homalodisca och familjen dvärgstritar. Inga underarter finns listade i Catalogue of Life.